# Častkovce
Častkovce (deutsch Tschächtkowitz, ungarisch Császtó – bis 1907 Csasztkóc) ist eine Gemeinde im Westen der Slowakei mit 1719 Einwohnern (Stand 31. Dezember 2024), die zum Okres Nové Mesto nad Váhom, einem Teil des Trenčiansky kraj gehört.

## Geographie

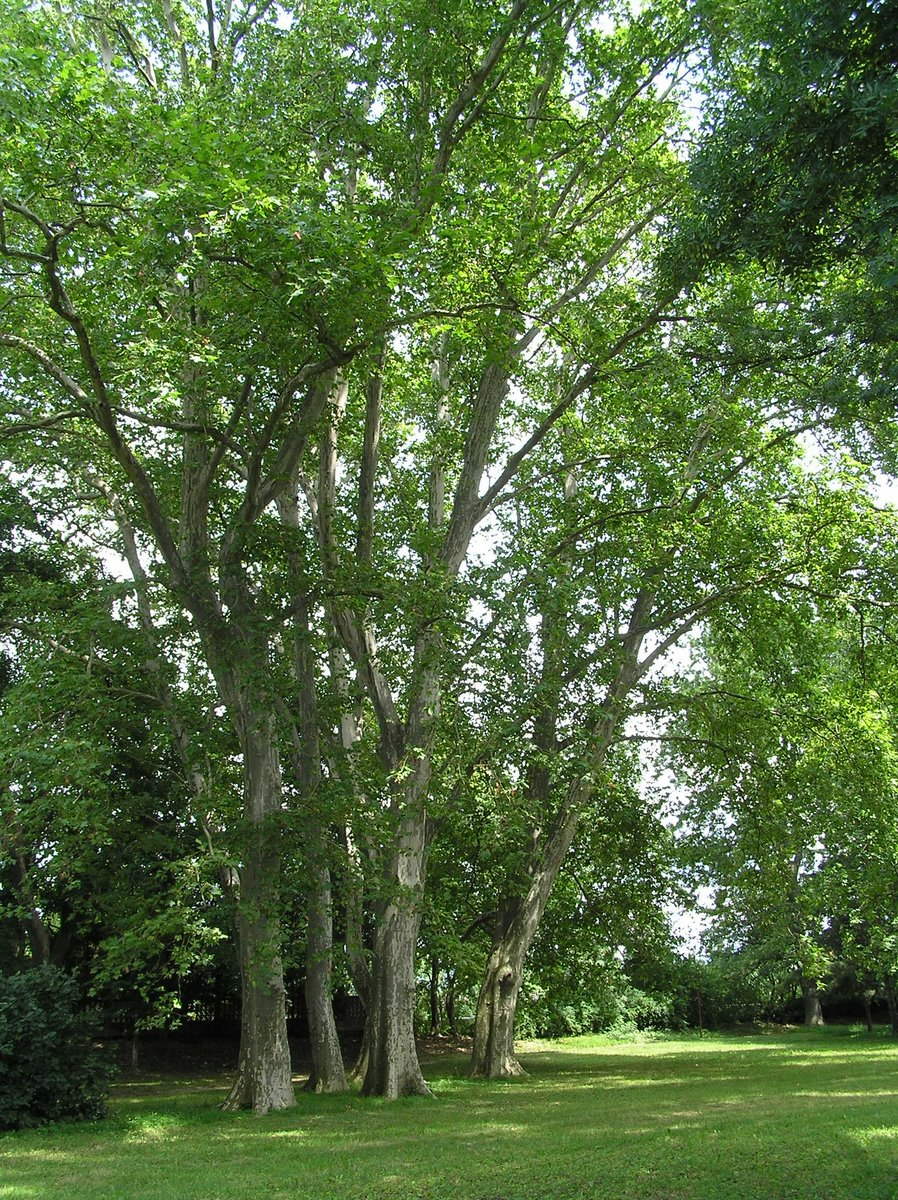
Park in Častkovce

Die Gemeinde befindet sich im oberen Teil des Hügellands Trnavská pahorkatina unweit der Kleinen Karpaten. Östlich am Ort vorbei fließt der Bach Dubová, westlich in den Vorbergen der Kleinen Karpaten entspringt der Dudváh. Das Ortszentrum liegt auf einer Höhe von 178 m n.m. und ist neun Kilometer von Nové Mesto nad Váhom entfernt.
Nachbargemeinden sind Čachtice im Norden, Pobedim im Südosten, Podolie im Süden und Hrachovište im Westen.

## Geschichte
Der Ort wurde zum ersten Mal 1392 als Chastko schriftlich erwähnt und gehörte lange Zeit zum Herrschaftsgut der Burg Schächtitz. 1855 kam das Gut zum Adelsgeschlecht Breuner. 1828 zählte man 93 Häuser und 633 Einwohner, die von der Landwirtschaft lebten.
Bis 1918 gehörte der im Komitat Neutra liegende Ort zum Königreich Ungarn und kam danach zur Tschechoslowakei beziehungsweise heute Slowakei.

## Bevölkerung
| Jahr                | 1994 | 2004    | 2014     | 2024     |
| ------------------- | ---- | ------- | -------- | -------- |
| Anzahl der Personen | 987  | 1014    | 1263     | 1719     |
| Unterschied         |      | +2,73 % | +24,55 % | +36,10 % |

| Jahr                | 2023 | 2024    |
| ------------------- | ---- | ------- |
| Anzahl der Personen | 1705 | 1719    |
| Unterschied         |      | +0,82 % |

Nach der Volkszählung 2011 wohnten in Častkovce 1107 Einwohner, davon 1072 Slowaken, 4 Roma, 2 Tschechen und je ein Mährer und Ukrainer; ein Einwohner gehörte zu einer anderen Ethnie. 26 Einwohner machten diesbezüglich keine Angabe. 952 Einwohner bekannten sich zur römisch-katholischen Kirche, 26 Einwohner zur evangelischen Kirche A. B., 6 Einwohner zur apostolischen Kirche, 2 Einwohner zur kongregationalistischen Kirche und jeweils ein Einwohner zu den Mormonen, zur evangelisch-methodistischen Kirche, zur griechisch-katholischen Kirche sowie zur orthodoxen Kirche; 4 Einwohner bekannten sich zu einer anderen Konfession. 73 Einwohner waren konfessionslos und bei 40 Einwohnern wurde die Konfession nicht ermittelt.

## Sehenswürdigkeiten
- römisch-katholische Kirche Sieben Schmerzen Mariens
- Landschloss aus dem Jahr 1640, ursprünglich im Spätrenaissance-Stil gestaltet, im 18. Jahrhundert umgebaut und barock gestaltet. Direkt nebenan erstreckt sich ein Park